# 明陵 (東吳)
明陵，是三国孙吴末代皇帝孙皓父亲孙和的陵墓。
孙和墓在浙江省湖州市老城（龙溪为界）西北约五公里，即旧志所称“文帝明陵在县西北西陵山”。孙和是孙权的废太子，其子孙皓即位后，追谥孙和为文皇帝，改葬明陵，设置园邑二百家，令、丞奉守。第二年正月，分吴郡、丹杨郡九县设立为吴兴郡，治所在乌程，设太守，吴兴郡负责四季奉祠。宝鼎二年七月，孙皓派守大匠薛珝营立寝堂，号清庙。十二月，派守丞相孟仁、太常姚信等备官僚中军步骑二千人，把灵柩迎於明陵。